# بياض العرب
قرية بياض العرب هي إحدى القرى التابعة لمركز بنى سويف في محافظة بني سويف في جمهورية مصر العربية. حسب إحصاءات سنة 2006، بلغ إجمالي السكان في بياض العرب 14111 نسمة، منهم 7312 رجل و6799 امرأة.